# 兴隆场站
兴隆场站位于重慶市沙坪壩區回龙坝镇，中梁山西侧、为重庆铁路枢纽最主要的编组站。车站为全国路网性编组站之一、是西南地区最大的编组站，担负重庆枢纽内各方向货物列车的解编作业，其解编能力将达24102辆/日，为原重庆西编组站解编能力的5倍。
重庆兴隆场编组站由既有襄渝铁路回龙坝车站和渝怀铁路兴隆场线路所之间的地块改建而成，于2011年8月开始铺轨， 2013年12月正式建成投用。

## 车站结构
兴隆场站是新建兰渝铁路引入重庆枢纽工程的重要组织部分，设计为双向三级六场，全长6600米，横向最大宽度536米，占地4553亩，分设上行和下行系统上下行系统规模相同，均为到达场设12条到发线，出发场设15条到发线，调车场设39条调车线（含预留9条）。上下行通过北侧的环到环发线和设有3条股道的交换线连接，以方便成都-贵阳及成都-怀化方向折角车流的编组。站内设机务段、机务折返段、车辆段各一处。
| 上行系统 | 外包正线  | 团结村、渝怀铁路唐家沱方向→ | 团结村、渝怀铁路唐家沱方向→ | 团结村、渝怀铁路唐家沱方向→ | 团结村、渝怀铁路唐家沱方向→ | 往唐家沱↗ |
| 上行系统 | 站场/线路 | 灯泡线                      | 下行到达场（12）            | 下行调车场（30）            | 下行出发场（15）            | 往团结村→ |
| 设施     | 设施      | 灯泡线                      | 车辆段、机务段（北）        | 交换线（3）                 | 机务段（南）                |           |
| 下行系统 | 站场/线路 | 灯泡线                      | 上行出发场（15）            | 上行调车场（30）            | 上行到达场（12）            | ←自唐家沱 |
| 下行系统 | 外包正线  | ←襄渝铁路北碚站方向         | ←襄渝铁路北碚站方向         | ←襄渝铁路北碚站方向         | ←襄渝铁路北碚站方向         | ↖自团结村 |

## 下辖车站
兴隆场站原为重庆西车站下辖的车站。2017年7月17日重庆西车站建制名称更名为兴隆场车站。兴隆场车站现为成都局集团的直属站，下辖团结村站、白市驿站、重庆南站、大渡口站、茄子溪站、伏牛溪站、小南海站、石场站、铜罐驿站、跳蹬站、中梁山站和珞璜站。